# Stemma del Ducato di Milano
Lo stemma del Ducato di Milano ebbe diverse configurazioni, a seconda del periodo storico e, in particolare, della dinastia regnante.

## Storia

### Periodo pre-ducale

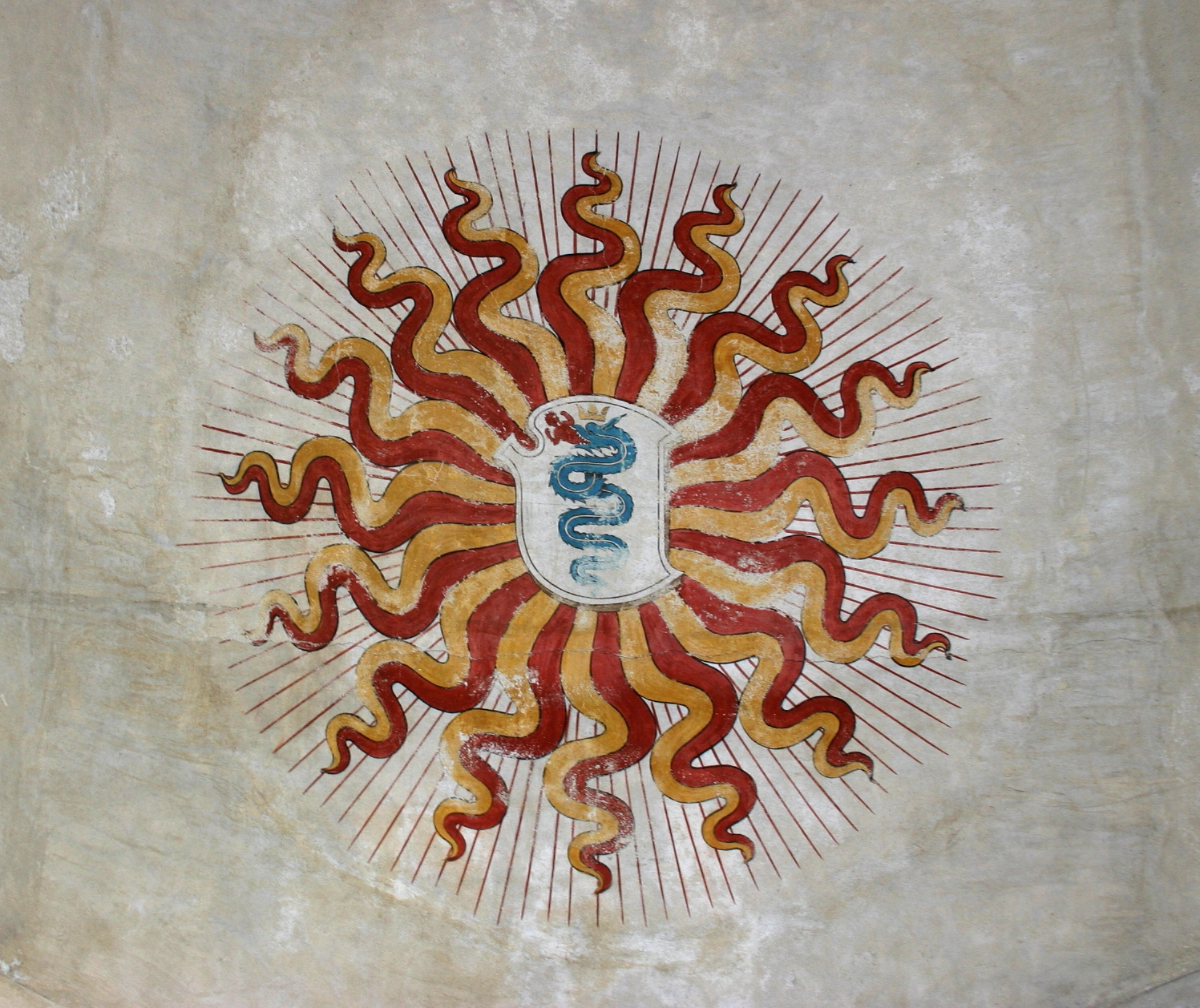
Il biscione visconteo è da oltre settecento anni uno degli emblemi più significativi di Milano e dell'antico Ducato

Il primo stemma attestato utilizzato dal territorio milanese era in tutto e per tutto uguale alla bandiera ufficiale dello stato e consisteva in una croce rossa su sfondo d'argento, stemma che ancora oggi viene utilizzato come emblema dal comune di Milano.

### Periodo visconteo
Prima dell'istituzione del Ducato il 5 settembre 1395, lo stemma coincise con quello della casata dei Visconti, ossia d'argento alla biscia d'azzurro ondeggiante in palo, ingolante un moro di carnagione. A seguito della concessione del titolo di Duca di Milano a Gian Galeazzo Visconti, questo ottenne dal re dei Romani Venceslao di Lussemburgo il privilegio di inquartare il proprio stemma familiare con l'aquila imperiale. Questo stemma, detto il Ducale, fu utilizzato anche come bandiera e ha segnato la formazione di tutti i successivi blasoni adottati dal territorio milanese. Il nuovo stemma venne blasonato come segue: inquartato, nel primo e nel quarto, d'oro, all'aquila abbassata di nero, [lampassata di rosso] e coronata del campo; nel secondo e nel terzo, d'argento, alla biscia d'azzurro ondeggiante in palo, coronata d'oro, ingolante per metà un moro (o putto) ignudo di carnagione.

### Periodo sforzesco
In un primo momento lo stemma araldico della famiglia degli Sforza coincise con quello della casata dei Visconti: d'argento, alla biscia d'azzurro, ondeggiante in palo, coronata d'oro, ingolante per metà un moro (o putto) ignudo di carnagione. A partire dall'XI secolo, infatti, lo stemma raffigurante un biscione ondeggiante che ingoia un fanciullo venne assunto dalla famiglia viscontea in occasione della loro ascesa a Signori di Milano, per poi essere trasmesso come simbolo del ducato e della città stessa fino alla soppressione napoleonica. Si è supposto che l'immagine del serpente traesse origine dalla figura mitologica del basilisco, immagine che, secondo una leggenda, i Visconti avrebbero adottato da un simbolo già presente a Milano. Si narrava, infatti, di un tempo in cui la città era in preda al panico per la presenza del feroce drago Tarantasio che faceva strage tra la popolazione fin quando Umberto Visconti si avviò alla caverna dove il drago stava per divorare un bambino; dopo una lotta durata due giorni Umberto ebbe la meglio e Milano venne liberata. In memoria di questa impresa nell'insegna dei Visconti venne introdotta l'immagine del drago con un bambino in bocca, immagine che venne tramutata da un pittore poco abile in quello di una vipera, originando il Biscione visconteo.
Al contrario, attendendosi alla versione storica, che fa riferimento ad un episodio della seconda Crociata, fu il capitano Ottone Visconti alla guida di mille milanesi che, durante l'assedio di Gerusalemme, sconfisse in uno scontro corpo a corpo il saraceno Voluce, la cui insegna era quella di un serpente intento a divorare un uomo; con questa vittoria Ottone Visconti, oltre ad appropriarsi delle armi del suo nemico, ne prese anche lo stemma che divenne in seguito quello della famiglia.
Con l'incoronazione a Duca di Gian Galeazzo Visconti e con la conseguente conquista dell'inquartato con l'aquila reale lo stemma subì una variazione, integrato appunto dell'immagine di un'aquila, e fu blasonato come segue: ‘inquartato, nel primo e nel quarto, d'oro all'aquila abbassata di nero, lampassata di rosso e coronata del campo; nel secondo e nel terzo, d'argento alla biscia d'azzurro ondeggiante in palo e coronata d'oro, ingolante un moro di carnagione'.
Quando l'ultima dei Visconti, Bianca Maria sposò il giovane Francesco Sforza, la seconda casata conquistò dalla prima il diritto di successione sul ducato e, per dissimulare la mancanza di legittimità in base alla legge salica, la nuova dinastia adottò lo stesso stemma dell'inquartato ducale visconteo. Il mantenimento del biscione dei Visconti, non era semplicemente un vezzo araldico, ma era innanzitutto un vanto di antica signoria in quanto il Ducato di Milano aveva goduto di questo stemma sin dal 1395, ma soprattutto questo emblema era una continua riconferma del ruolo di signori di Milano detenuto dagli Sforza, i quali volevano così dimostrare di essere i legittimi successori dei Visconti, dai quali avevano ottenuto addirittura l'uso dell'arme nella blasonatura. Questo stratagemma araldico si era rivelato necessario e molto utile in quanto, come si ripropose poi nella storia del tardo Quattrocento, altre potenze (tra cui la Francia per prima) più volte avevano vantato parentele legittime coi Visconti che avrebbero potuto far vantare a re stranieri i diritti di successione sul ducato milanese. L'emblema dell'aquila venne mantenuto dalla famiglia Sforza (la quale aveva per emblema precedente un leone) anche in forza del giuramento di fedeltà nei confronti del Sacro Romano Imperatore, il quale aveva per l'appunto per antonomasia il simbolo dell'aquila (fatto che riprendeva la tradizione della Roma antica dopo Cesare), ma che non aveva riconosciuto l’ascesa ducale degli Sforza in quanto illegittima.

### Dopo la perdita dell'indipendenza
Durante il periodo delle invasioni francesi cinquecentesche, lo stemma ducale venne inquartato con i tre gigli del Regno di Francia, a legittimare il ruolo della Francia nella reggenza del milanese, cancellando di contro l’aquila simbolo della Germania. Questo era dovuto al fatto che Re Luigi XII di Francia era nipote di Valentina Visconti, figlia di Gian Galeazzo Visconti, il che lo faceva ritenere legittimo erede del Ducato.
Con la conquista spagnola del Ducato di Milano, venne ripreso il vecchio stemma come era secondo lo schema inquartato originale, oppure poteva essere timbrato con un piccolo scudo su quello del Regno di Spagna.
Al passaggio dei territori del milanese sotto la dominazione asburgica, lo stemma del Ducato di Milano venne mantenuto integralmente sul modello di quello sforzesco, il quale però venne timbrato al centro da un piccolo scudo rappresentante le armi degli Asburgo-Lorena, il che rimase tale sino alla soppressione del Ducato nel 1797.
Al "biscione" si ispirò anche Silvio Berlusconi per il simbolo di Canale 5 ma, al posto dell'uomo, dalla bocca usciva un fiore.

## Evoluzione storica

Della Torre (1259-1274)
Della Torre (1274-1277)
Visconti (1277-1395)
Visconti semplificato (1395-1447)[2]
Visconti (1395-1447)[3] Sforza (1450-1535)
Regno di Francia (1499-1512) e (1515-1521)
Stemma di Filippo II di Spagna usato in Milano (1554-1558).
Stemma di Filippo II di Spagna usato in Milano (1558-1580).
Stemma del Re di Spagna usato in Milano (1580-1700).
Stemma di Filippo V di Spagna usato in Milano (1700-1706).
Asburgo Lorena (1707-1796)